# Teatro Martins Penna
Teatro Martins Penna é um teatro localizado na cidade de São Paulo.

## Crítica
Em 28 de setembro de 2014, foi publicado na Folha de S.Paulo o resultado da avaliação feita pela equipe do jornal ao visitar os sessenta maiores teatros da cidade de São Paulo. O local foi premiado com três estrelas, uma nota "regular", com o consenso: "Fica no Centro Cultural da Penha, no largo do Rosário. Faz parte das salas administradas pela prefeitura e distribui ingressos grátis uma hora antes de cada peça. Não há bonbonnière, o número de banheiros não é suficiente e há interferência de iluminação externa na sala de espetáculo. A Secretaria de Cultura diz que nunca recebeu queixa de vazamento de luz externa."